# Jagniątków

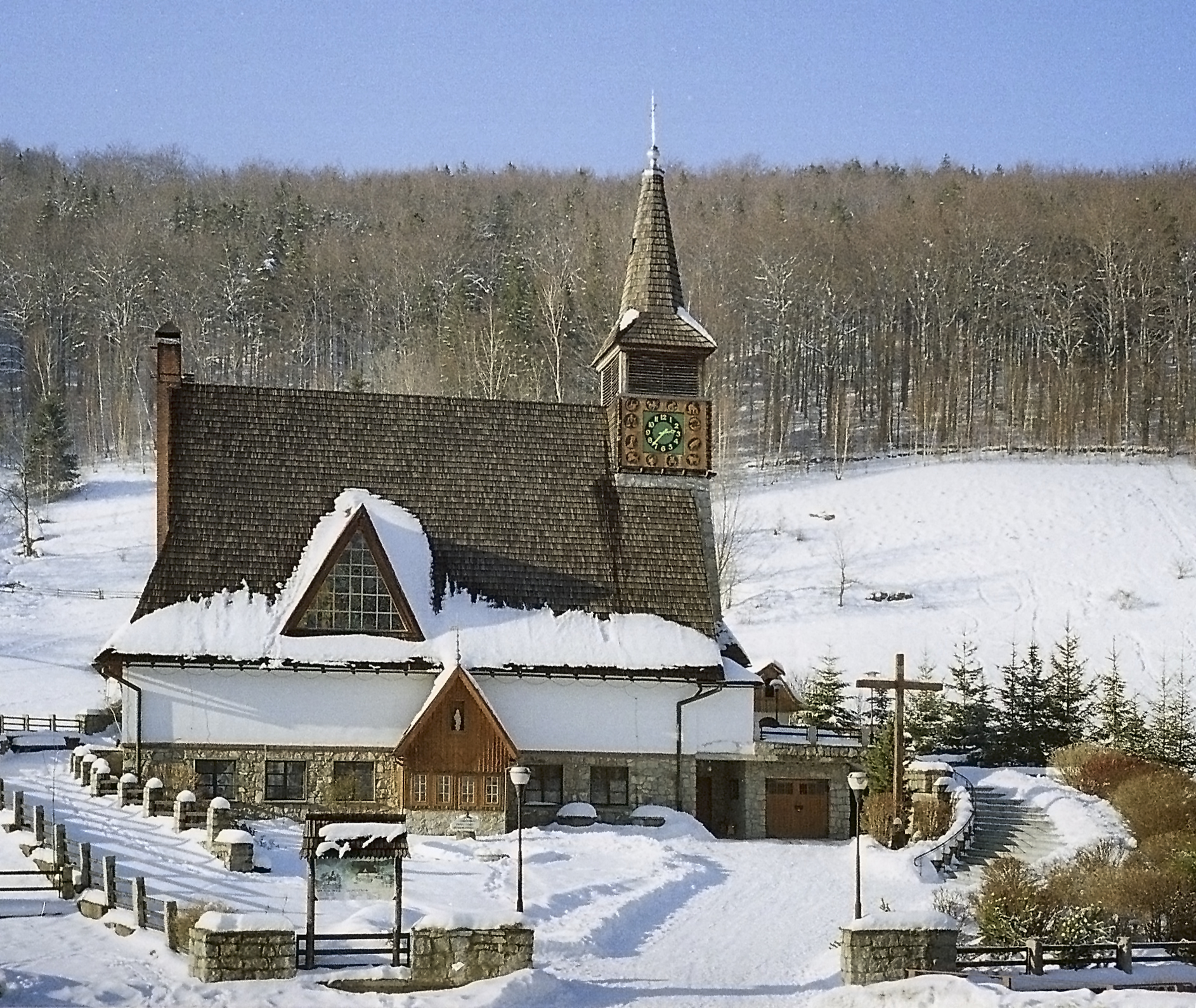
Église du village

Jagniątków (allemand Agnetendorf, polonais 1945/46 initialement Agnieszków) est un quartier de la ville indépendante de Jelenia Góra (Hirschberg-des-Monts-des-Géants) dans la voïvodie de Basse-Silésie (Pologne).

## Géographie
Jagniątków est située dans la partie silésienne des Monts des Géants. Au sud de Jagniątków se trouve la fosse à neige d'Agnetendorf (de) (polonais : Czarny Kocioł Jagniątkowski), un cirque glaciaire proche de la frontière polono-tchèque.

## Histoire
Le village est fondé après 1621 par des exilés protestants de Bohême et porte le nom de Barbara Agnes von Schaffgotsch, l'épouse du propriétaire terrien Hans Ulrich von Schaffgotsch (de).
Agnetendorf est surtout connu pour le manoir de Wiesenstein. Le poète et lauréat du prix Nobel Gerhart Hauptmann y fait construire un manoir par l'architecte berlinois Hans Grisebach en 1900. L'extérieur rappelle davantage un petit château, mais l'intérieur est conçu dans le style Art nouveau. En 1901, Hauptmann s'installe dans le manoir de Wiesenstein. Le mobilier n'estachevé qu'en 1922 avec les peintures murales de Johannes Maximilian Avenarius (de) et Ernst Paul Weise (de) dans un hall de la maison. Le manoir de Wiesenstein est à la fois le lieu de travail de Hauptmann et un lieu de rencontre apprécié des artistes. Artur Ressel (de) vit également à Agnetendorf (maison n° 126).
À la fin de la Seconde Guerre mondiale, l'Armée rouge conquiert Agnetendorf. Le lieu relève de l'administration de la République populaire de Pologne. Elle rebaptise le lieu « Agnieszków », expulse les habitants et y installe des Polonais. Une lettre de protection soviétique permet au vieux et malade Gerhart Hauptmann et à ses partisans de continuer à vivre dans le manoir de Wiesenstein. Après la mort de Hauptmann le 6 juin 1946, son cercueil est transféré dans la zone d'occupation soviétique par un train spécial et enterré à Kloster sur Hiddensee (de). Charlotte E. Pauly (de) se rend également en Allemagne à bord du train spécial. En 1933, elle déménage à Agnetendorf et se lie d'amitié avec le couple Hauptmann. Le manoir de Wiesenstein devient un foyer pour enfants.
En 1989, le chancelier allemand Helmut Kohl et le Premier ministre polonais Tadeusz Mazowiecki conviennent de créer un mémorial Gerhart-Hauptmann en Silésie, financé conjointement par les deux parties. En 1999, la mise en œuvre de cette idée commence avec la rénovation du manoir de Wiesenstein, où le musée municipal « Maison Gerhart-Hauptmann », parrainé par la ville de Jelenia Góra, est inauguré en août 2001. Le séjour d'Hauptmann à Agnetendorf fait l'objet du roman "Wiesenstein" d'Hans Pleschinski